# 岩戸デジタルテレビ中継局
岩戸デジタルテレビ中継局（いわとデジタルテレビちゅうけいきょく）は、宮崎県西臼杵郡高千穂町にあるデジタルテレビ中継局である。

## 概要
高千穂町岩戸地区を主な放送区域としている。

## 放送設備

### 所在地
- 宮崎県西臼杵郡高千穂町岩戸（城山）

### 地上デジタルテレビ放送
| ID | 放送局名      | 放送局名      | 物理チャンネル | 空中線電力 | ERP   | 放送対象地域 | 放送区域内世帯数 |
| -- | ------------- | ------------- | -------------- | ---------- | ----- | ------------ | ---------------- |
| 1  | NHK宮崎       | 総合          | 27ch           | 300mW      | 1.4W  | 宮崎県       | 544世帯          |
| 2  | NHK宮崎       | Eテレ         | 25ch           | 300mW      | 1.4W  | 全国         | 544世帯          |
| 3  | UMKテレビ宮崎 | UMKテレビ宮崎 | 31ch           | 300mW      | 1.15W | 宮崎県       | 544世帯          |
| 6  | MRT宮崎放送   | MRT宮崎放送   | 29ch           | 300mW      | 1.15W | 宮崎県       | 544世帯          |

#### 補足
- 2009年6月17日予備免許交付、同7月1日試験放送開始、同8月1日本放送開始[2]。
- 実効輻射電力（ERP）：NHK総合・NHK Eテレが1.4W[3][4]、UMKテレビ宮崎・MRT宮崎放送が1.15Wである[5][6]。